# Bill Cartwright
James William Cartwright, detto Bill (Lodi, 30 luglio 1957), è un ex cestista e allenatore di pallacanestro statunitense, professionista nella NBA.

## Carriera
È stato selezionato dai New York Knicks al primo giro del Draft NBA 1979 (3ª scelta assoluta).

## Statistiche
| † | Denota le stagioni in cui ha vinto il titolo |

### NCAA
| Anno      | Squadra           | PG  | PT | MP   | TC%  | 3P% | TL%  | RP   | AP  | PRP | SP | PP   |
| --------- | ----------------- | --- | -- | ---- | ---- | --- | ---- | ---- | --- | --- | -- | ---- |
| 1975-1976 | S. Francisco Dons | 30  | -  | 28,2 | 53,0 | -   | 73,5 | 6,9  | 0,6 | -   | -  | 12,5 |
| 1976-1977 | S. Francisco Dons | 31  | -  | 31,3 | 56,6 | -   | 73,3 | 8,5  | 1,5 | -   | -  | 19,4 |
| 1977-1978 | S. Francisco Dons | 21  | -  | 33,9 | 66,7 | -   | 73,3 | 10,1 | 1,6 | -   | -  | 20,6 |
| 1978-1979 | S. Francisco Dons | 29  | -  | 35,2 | 60,5 | -   | 73,4 | 15,7 | 1,9 | -   | -  | 24,5 |
| Carriera  | Carriera          | 111 | -  | 31,9 | 58,9 | -   | 73,4 | 10,2 | 1,4 | -   | -  | 19,1 |

### NBA

#### Regular Season
| Anno       | Squadra          | PG  | PT  | MP   | TC%  | 3P% | TL%  | RP  | AP  | PRP | SP  | PP   |
| ---------- | ---------------- | --- | --- | ---- | ---- | --- | ---- | --- | --- | --- | --- | ---- |
| 1979-1980  | N.Y. Knicks      | 82  | 82  | 38,4 | 54,7 | -   | 79,7 | 8,9 | 2,0 | 0,6 | 1,2 | 21,7 |
| 1980-1981  | N.Y. Knicks      | 82  | 81  | 35,7 | 55,4 | 0,0 | 78,8 | 7,5 | 1,4 | 0,6 | 1,0 | 20,1 |
| 1981-1982  | N.Y. Knicks      | 72  | 50  | 28,6 | 56,2 | -   | 76,3 | 5,8 | 1,2 | 0,7 | 0,9 | 14,4 |
| 1982-1983  | N.Y. Knicks      | 82  | 82  | 30,1 | 56,6 | -   | 74,4 | 7,2 | 1,7 | 0,5 | 1,5 | 15,7 |
| 1983-1984  | N.Y. Knicks      | 77  | 77  | 32,3 | 56,1 | 0,0 | 80,5 | 8,4 | 1,4 | 0,6 | 1,3 | 17,0 |
| 1985-1986  | N.Y. Knicks      | 2   | 0   | 18,0 | 42,9 | -   | 60,0 | 5,0 | 2,5 | 0,5 | 0,5 | 6,0  |
| 1986-1987  | N.Y. Knicks      | 58  | 50  | 34,3 | 53,1 | -   | 79,0 | 7,7 | 1,7 | 0,7 | 0,4 | 17,5 |
| 1987-1988  | N.Y. Knicks      | 82  | 4   | 20,4 | 54,4 | -   | 79,8 | 4,7 | 1,0 | 0,5 | 0,5 | 11,1 |
| 1988-1989  | Chicago Bulls    | 78  | 76  | 29,9 | 47,5 | -   | 76,6 | 6,7 | 1,2 | 0,3 | 0,5 | 12,4 |
| 1989-1990  | Chicago Bulls    | 71  | 71  | 30,4 | 48,8 | -   | 81,1 | 6,5 | 2,0 | 0,5 | 0,5 | 11,4 |
| 1990-1991† | Chicago Bulls    | 79  | 79  | 28,8 | 49,0 | -   | 69,7 | 6,2 | 1,6 | 0,4 | 0,2 | 9,6  |
| 1991-1992† | Chicago Bulls    | 64  | 64  | 23,0 | 46,7 | -   | 60,4 | 5,1 | 1,4 | 0,3 | 0,2 | 8,0  |
| 1992-1993† | Chicago Bulls    | 63  | 63  | 19,9 | 41,1 | -   | 73,5 | 3,7 | 1,3 | 0,3 | 0,2 | 5,6  |
| 1993-1994  | Chicago Bulls    | 42  | 41  | 18,6 | 51,3 | -   | 68,4 | 3,6 | 1,4 | 0,2 | 0,2 | 5,6  |
| 1994-1995  | Seattle S.Sonics | 29  | 19  | 14,8 | 39,1 | -   | 62,5 | 3,0 | 0,3 | 0,2 | 0,1 | 2,4  |
| Carriera   | Carriera         | 963 | 839 | 28,5 | 52,5 | 0,0 | 77,1 | 6,3 | 1,4 | 0,5 | 0,7 | 13,2 |
| All-Star   | All-Star         | 1   | 0   | 14,0 | 50,0 | -   | -    | 3,0 | 1,0 | 0,0 | 0,0 | 8,0  |

#### Play-off
| Anno     | Squadra       | PG  | PT  | MP   | TC%  | 3P% | TL%  | RP  | AP  | PRP | SP  | PP   |
| -------- | ------------- | --- | --- | ---- | ---- | --- | ---- | --- | --- | --- | --- | ---- |
| 1981     | N.Y. Knicks   | 2   | 2   | 24,5 | 35,3 | -   | 66,7 | 6,5 | 0,5 | 0,5 | 0,5 | 10,0 |
| 1983     | N.Y. Knicks   | 6   | 6   | 28,7 | 58,1 | -   | 77,3 | 5,7 | 0,7 | 0,5 | 1,2 | 11,2 |
| 1984     | N.Y. Knicks   | 12  | 12  | 33,2 | 55,6 | -   | 86,3 | 8,3 | 0,4 | 0,2 | 1,2 | 17,4 |
| 1988     | N.Y. Knicks   | 4   | 0   | 19,0 | 50,0 | -   | 73,3 | 4,8 | 1,5 | 0,0 | 0,8 | 7,3  |
| 1989     | Chicago Bulls | 17  | 17  | 34,3 | 48,6 | -   | 70,0 | 7,1 | 1,2 | 0,5 | 0,7 | 11,8 |
| 1990     | Chicago Bulls | 16  | 16  | 28,9 | 41,3 | -   | 67,4 | 4,7 | 1,0 | 0,3 | 0,3 | 8,1  |
| 1991†    | Chicago Bulls | 17  | 17  | 30,1 | 51,9 | -   | 68,8 | 4,7 | 1,9 | 0,5 | 0,4 | 9,5  |
| 1992†    | Chicago Bulls | 22  | 22  | 27,8 | 47,4 | -   | 41,9 | 4,5 | 1,7 | 0,5 | 0,2 | 5,6  |
| 1993†    | Chicago Bulls | 19  | 19  | 23,4 | 46,5 | -   | 77,8 | 4,5 | 1,5 | 0,6 | 0,2 | 6,3  |
| 1994     | Chicago Bulls | 9   | 8   | 21,0 | 32,6 | -   | 81,3 | 4,9 | 1,2 | 0,3 | 0,2 | 4,6  |
| Carriera | Carriera      | 124 | 119 | 28,2 | 48,2 | -   | 72,5 | 5,4 | 1,3 | 0,4 | 0,5 | 8,9  |

#### Massimi in carriera
- Massimo di punti: 38 vs Dallas Mavericks (27 marzo 1984)[1]
- Massimo di rimbalzi: 18 vs Atlanta Hawks (14 gennaio 1983)
- Massimo di assist: 8 vs Boston Celtics (19 gennaio 1987)
- Massimo di palle rubate: 5 vs Boston Celtics (4 novembre 1989)
- Massimo di stoppate: 4 (3 volte)
- Massimo di minuti giocati: 46 vs Philadelphia 76ers (6 aprile 1987)

## Palmarès

### Giocatore
- Campionato NBA: 3

Chicago Bulls: 1991, 1992, 1993
- NBA All-Rookie First Team (1980)
- NBA All-Star Game: 1

1980
- NCAA AP All-America First Team (1979)
- NCAA AP All-America Second Team (1977)